# 志談村
志談村（しだみむら）は、愛知県東春日井郡にかつてあった村。現在の名古屋市守山区下志段味・中志段味・吉根に該当する。

## 沿革
- 明治22年（1889年）10月1日 - 町村制の施行により、下志段味村・上志段味村・中志段味村・吉根村が合併して志談村が発足。
- 明治25年（1892年）10月24日 - 志談村の一部（上志段味）が分立して上志段味村が発足。
- 明治39年（1906年）7月16日 - 上志段味村と合併して志段味村が発足。同日志談村廃止。